# Massacre de Simferopol

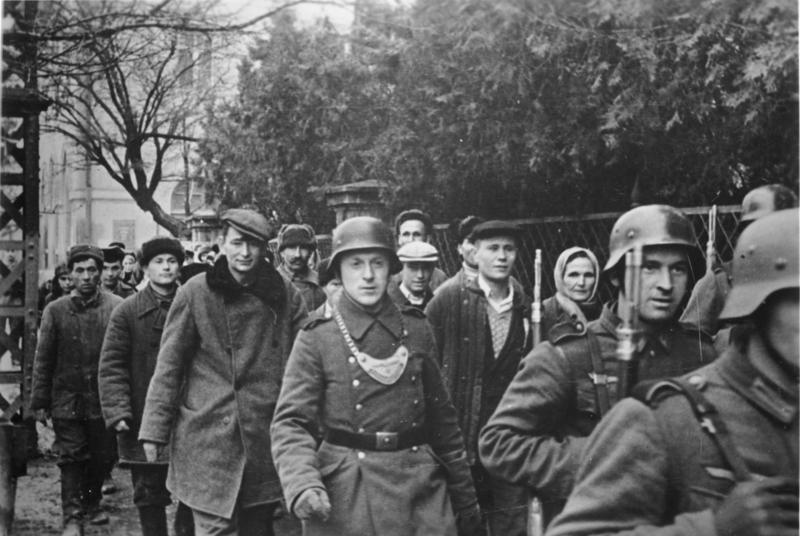
Razzia à Simferopol.

Le massacre de Simferopol est un massacre perpétré par l'unité nazie des Einsatzgruppen du 9 au 13 décembre 1941, envers les juifs ashkénazes, Krymtchaks et Tziganes à Simferopol, capitale de la Crimée, alors dans l'Union soviétique. La tuerie a fait 12 300 morts.

## Préludes
En septembre 1941, les Allemands envahissent la Crimée dans le cadre de l'opération Barbarossa et s'emparent de toute la péninsule à  l’exception de Sébastopol. Dans ce  contexte, Simferopol est occupé par les Allemands le 1er novembre 1941. Dès le début de l'occupation, les Allemands se montrent agressifs avec la population juive, exigeant d'elle la livraison de biens et de vivres sous peine d’exécutions d'otages; de nombreux  pillages ont également lieu dans les logements des juifs. Les Allemands recensent également  la population juive de la ville et en décembre, peu de temps avant le début du massacre, la rumeur circule dans Simferopol que les Allemands vont exécuter tous les juifs.

## Déroulement
Du 9 au  13 décembre, des civils rassemblés par le personnel de la 11e armée de von  Manstein sont acheminés par camions et autobus à sept kilomètres au nord de la ville où les attendent  le Einsatzgruppe D, ainsi que du  personnel de la feldgendarmerie et de la police militaire secrète de la  11e armée. Les civils ( hommes, femmes et enfants) sont exécutés par fournées de cinquante au-dessus d'un  fossé antichar pendant cinq jours d'une balle dans la tête. 

## Bilan
Au total, le massacre a causé 12 300 victimes dont 10 000  juifs, 1 500 Krimtchaks et  824 Tziganes.